# Brick Lane

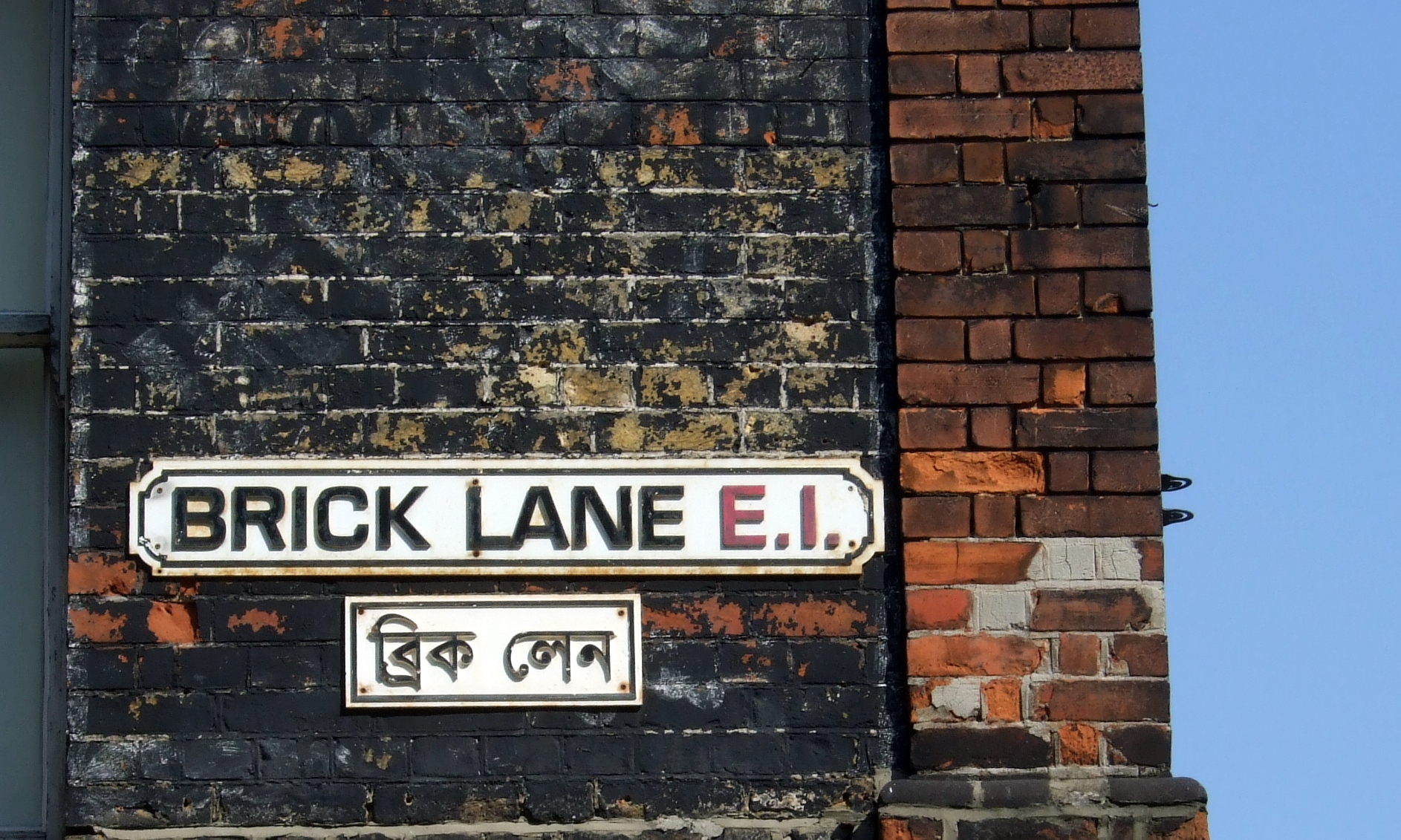
Brick Lane en Londres.

Brick Lane es una calle larga del barrio londinense de Tower Hamlets, en el East End de la capital de Inglaterra.
La calle pasa por Swanfield Street -que está en la parte norte de Bethnal Green-, cruza Bethnal Green Road, pasa a través de Spitalfields y enlaza con Whitechapel High Street por el sur a través de Osborn Street. Hoy en día, es el corazón de la comunidad bangladesí de la ciudad de Londres, por lo que la calle es conocida localmente como Banglatown.

## Historia

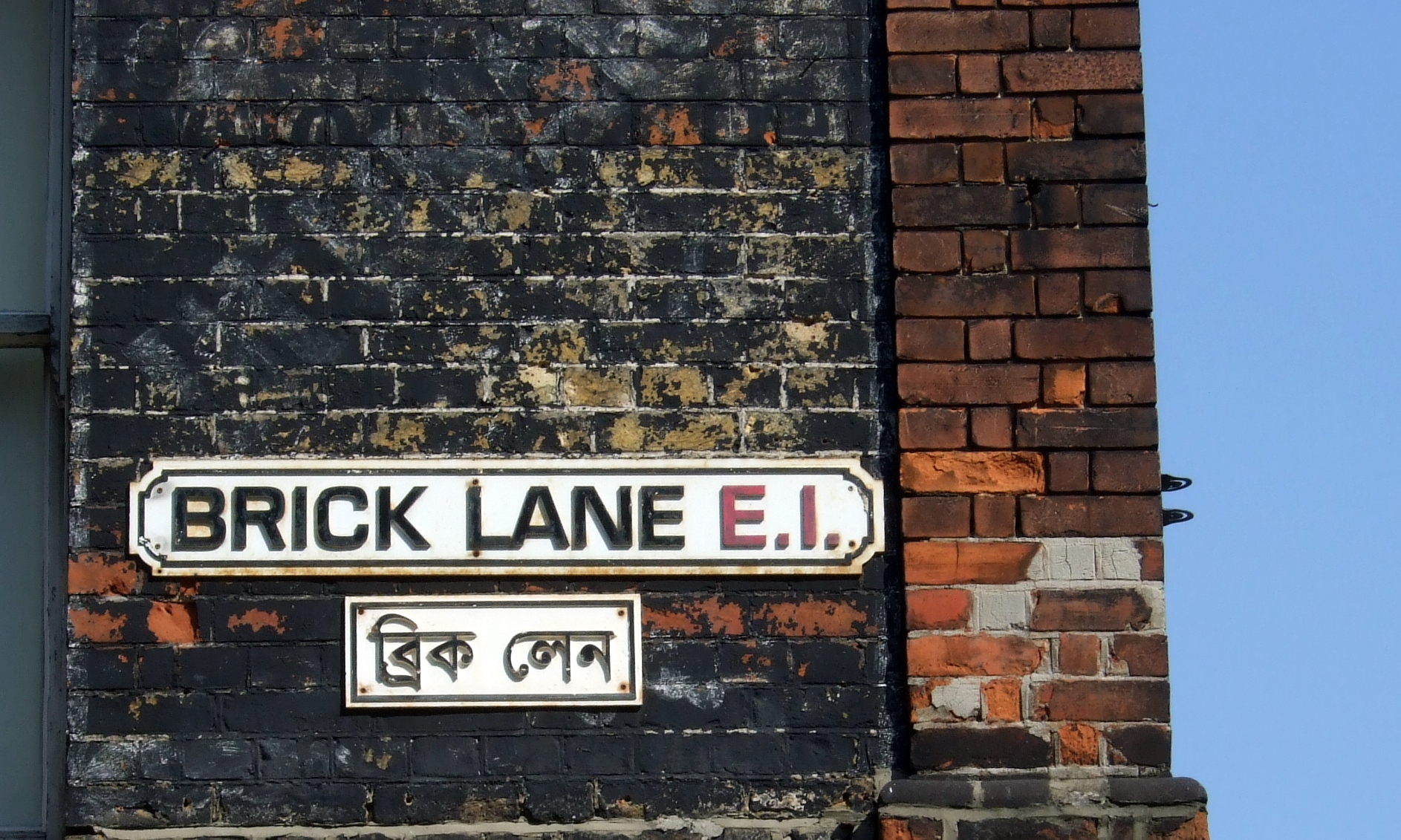
Letrero en inglés y bengalí en las calles de Brick Lane.

Anteriormente la calle se llamaba Whitechapel Lane. Su nombre actual deriva de la antigua elaboración de ladrillos y tejas que se inició en el siglo XV y empleaba los yacimientos de arcilla locales. Para el siglo XVII, la calle estaba siendo construida desde el sur. Las sucesivas olas de inmigrantes comenzaron con la propagación de los refugiados hugonotes de Spitalfields. Tras estos llegaron los irlandeses, los judíos askenazíes y, en el siglo XX, los bangladesíes. El área se convirtió en un centro de tejido, confecciones y la industria del vestido, debido a la abundancia de trabajadores no cualificados y mano de obra inmigrante. La elaboración de cerveza llegó a Brick Lane antes de 1680, con agua extraída de pozos profundos. La única cervecería era Joseph Truman, que se registró por primera vez en 1683, pero su familia, en particular, Benjamin Truman, estableció la importante Old Truman Brewery en Brick Lane.
El Brick Lane Market, fue desarrollado en el siglo XVII para el sector de las frutas y hortalizas que se vendían fuera de la ciudad. El Sunday Market, como los de Petticoat Lane y el cercano Columbia Road, datan de una dispensa a la comunidad judía. El mercado se centra en el cruce entre las calles Cheshire Street y Sclater Street y vende baratijas, así como frutas, verduras y muchas otras cosas. Cerca de la intersección con Hanbury Street existen dos mercados, el Upmarket, con una feria de comida y ropa vintage y el Backmarket.

## Transporte
La más cercana estaciones de metro de Londres son Liverpool Street y Aldgate East. Tras la apertura en junio de 2010, la estación más cercana de London Overground es la estación de Shoreditch High Street.